# Мягкотелка черноватая
Мягкотелка черноватая (лат. Cantharis nigricans) — вид жуков-мягкотелок.

## Описание
Длина тела взрослых насекомых (имаго) 8—11,5 мм. Переднеспинка рыжевато-жёлтая, обычно с крупным чёрным пятном. Боковой край надкрылий чёрный.

## Распространение
Обитает в Западной Европе, Белоруссии, Эстонии, Латвии, Литве, Украине, Европейской части России, Армении и Турции.